# Comuna Rusănești, Olt
Rusănești este o comună în județul Olt, Oltenia, România, formată din satele Jieni și Rusănești (reședința).
Este situată în partea de sud-est a județului Olt, în sudul Câmpiei Romanați, la o distanță de 81 km de reședința județului Slatina, la 35 km de orașul Caracal și la 31 km de orașul Corabia. Este amplasată pe valea inferioară a Oltului, având un relief neted de câmpie.
Suprafața: 4.775 ha, adica 48 km2
Calea de acces este DJ 642.

## Demografie
Componența etnică a comunei Rusănești
     Români (91,05%)
     Alte etnii (0,42%)
     Necunoscută (8,53%)
Componența confesională a comunei Rusănești
     Ortodocși (91,07%)
     Alte religii (0,31%)
     Necunoscută (8,61%)
Conform recensământului efectuat în 2021, populația comunei Rusănești se ridică la 3.843 de locuitori, în scădere față de recensământul anterior din 2011, când fuseseră înregistrați 4.434 de locuitori. Majoritatea locuitorilor sunt români (91,05%), iar pentru 8,53% nu se cunoaște apartenența etnică. Din punct de vedere confesional, majoritatea locuitorilor sunt ortodocși (91,07%), iar pentru 8,61% nu se cunoaște apartenența confesională.

## Politică și administrație
Comuna Rusănești este administrată de un primar și un consiliu local compus din 13 consilieri. Primarul, Alexandru Chirea[*], de la Partidul Social Democrat, este în funcție din 2000. Începând cu alegerile locale din 2024, consiliul local are următoarea componență pe partide politice:
|  | Partid                    | Consilieri | Componența Consiliului | Componența Consiliului | Componența Consiliului | Componența Consiliului | Componența Consiliului | Componența Consiliului | Componența Consiliului | Componența Consiliului |
|  | ------------------------- | ---------- | ---------------------- | ---------------------- | ---------------------- | ---------------------- | ---------------------- | ---------------------- | ---------------------- | ---------------------- |
|  | Partidul Social Democrat  | 8          |                        |                        |                        |                        |                        |                        |                        |                        |
|  | Partidul Național Liberal | 5          |                        |                        |                        |                        |                        |                        |                        |                        |